# Soiuz T-15
Soiuz T-15 (rus: Союз T-15, Unió T-15) va ser una missió espacial a les estacions Mir i Saliut 7 i va ser part del programa Soiuz. Va marcar el vol final de la nau Soiuz-T, la tercera generació de naus espacials Soiuz, que van estar en servei durant set anys del 1979 al 1986. Aquesta missió va marcar el primer cop que una nau espacial va visitar i acoblar amb dos estacions en la mateixa missió.

## Crew
| Posició         | Tripulació                           | Tripulació                           |
| --------------- | ------------------------------------ | ------------------------------------ |
| Comandant       | Leonid Kizim Tercer vol espacial     | Leonid Kizim Tercer vol espacial     |
| Enginyer de vol | Vladímir Soloviov Segon vol espacial | Vladímir Soloviov Segon vol espacial |

### Tripulació de reserva
| Posició         | Tripulació                      | Tripulació                      |
| --------------- | ------------------------------- | ------------------------------- |
| Comandant       | Aleksandr Viktorenko            | Aleksandr Viktorenko            |
| Enginyer de vol | Aleksandr Pàvlovitx Aleksàndrov | Aleksandr Pàvlovitx Aleksàndrov |

## Paràmetres de la missió
- Massa: 6850 kg
- Perigeu: 331 km
- Apogeu: 366 km
- Inclinació: 51,6°
- Període: 91,5 minuts